# Božídarský Špičák
Der Božídarský Špičák (deutsch Gottesgaber Spitzberg) ist mit 1115 m n.m. der dritthöchste Berg des Erzgebirges. Er liegt in Tschechien in unmittelbarer Nähe der höchstgelegenen Stadt Mitteleuropas Boží Dar (Gottesgab).

## Lage und Umgebung
Der Spitzberg liegt zwei Kilometer südwestlich von Boží Dar auf der Hochfläche des Erzgebirges im Naturreservat. Sein Gipfel darf zum Schutz der Natur nicht betreten werden. Am Westfuß des Berggipfels befindet sich heute ein Aussichtspunkt bei den Ruinen der Spitzberghäuser, unter denen sich auch das Gasthaus Zur Wunderblume befand. Nordwestlich liegt am Schwarzwasser der Stausee Myslivny.

## Geologie
Der Spitzberg ist die höchstgelegene Nephelinbasaltkuppe in Mitteleuropa.

## Geschichte
Im ausgehenden 19. Jahrhundert wurde auf dem Berggipfel eine hölzerne Aussichtswarte errichtet, deren Schlüssel man sich in den Spitzberghäusern ausleihen musste. Bereits nach wenigen Jahren war der Turm durch die Witterungseinflüsse baufällig geworden und musste abgetragen werden.

## Aussicht
Die Aussicht vom Westfuß des Spitzberges umschließt das Panorama des Erzgebirgskammes in westliche Richtung zwischen Plešivec (Pleßberg) und Auersberg ein. Nach Süden öffnet sich der Blick, sofern Bäume ihn freigeben, hinunter in das Tal der Eger.

## Wanderrouten
- Von Boží Dar auf dem rot markierten Anton-Günther-Weg zum Aussichtspunkt an der Westseite des Spitzberges (ca. 4 km).
- Im Winter führt die Skimagistrale Erzgebirge/Krušné hory südlich des Hochmoores an der Südseite des Spitzberges vorbei in Richtung Abertamy und Pernink.